# 아바 코브너
아바 코브너(히브리어: אבא קובנר, 영어: Abba Kovner, 1918년 3월 14일~1987년 9월 25일)는 폴란드계 유대인 시인 겸 작가이자 파르티잔 지도자로 빌나 게토에서 발표한 그의 선언문은 독일이 유대인을 절멸하고자 한 계획을 홀로코스트의 대상이 밝힌 첫 번째 사례로 알려져 있다.
그가 이끈 게토 반란은 실패했지만 숲으로 도망쳐 소비에트 파르티잔에 합류한 끝에 종전 시까지 생존했다. 그 후 코브너는 600만 독일인을 사살하여 학살의 복수를 시도했던 홀로코스트 생존자들로 구성된 준군사조직인 나캄의 지도자가 되었다. 하지만 미처 계획을 실행하기도 전에 연합군 점령하 독일의 영국 구역에서 체포되었다. 1947년에는 이스라엘로 이주했고 (알리야), 현대 히브리어 시문학의 대가로서 1970년에 이스라엘 상을 받았다.

## 생애
아바(아벨) 코브너는 1918년 3월 14일 Oszmiana(현재 Ashmyany 벨라루스)에서 태어났다. 그의 부모는 로첼 (로사) 터브먼과 이스라엘 코브너였으며 그의 형제로는 게달리아와 막내 미첼이 있었다. 1927년에 가족이 빌노(현재의 리투아니아 빌뉴스)에서 포프와프스카 거리로 이사하여 그는 빌노의 히브리어 타르붓 김나지움과 스테판 바토리 대학교의 예술 학부에서 교육을 받았는데 그의 아버지는 빌노의 율리안 클라치코 거리에서 가죽 상점을 소유하고 있었다. 학창시절에 그는 사회주의적인 시온주의 유소년 운동 하쇼머 햇자이르의 정회원이 되었다. 코브너는 이스라엘 공산당 지도자이자 반시온주의 운동가인 메어 빌너의 사촌이기도 했다.

### 제2차 세계대전
1939년 폴란드 침공 이후 코브너가 살던 빌노는 소련이 점령하였다. 1941년 나치 독일은 소련을 침공하여 소련으로부터 빌니우스 (빌노)를 점령했고 점령군은 모든 유대인에게 빌나 게토로 이사하라는 명령을 내렸지만 아바는 도시 교외에 있는 폴란드 가톨릭 수녀 안나 보르코우스카가 이끄는 도미니카회 수녀원으로 몇몇 유대인 친구들과 함께 숨어들어갔으나 곧 게토로 돌아갔다. 그는 반란이 성공하려면 유대인 저항자들이 결집해야 한다고 결론지었다.

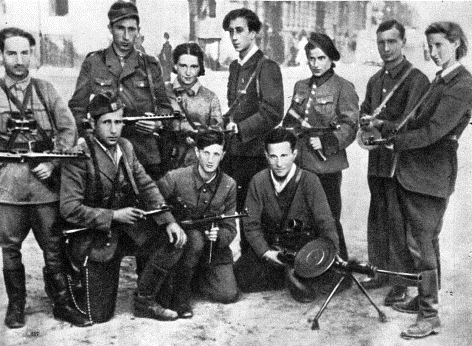
빌나 게토에서 FPO 회원들과 함께 있는 아바 코브너(중앙에 서 있는 인물). 로즈카 코르차크는 왼쪽에 있고 비트카 캠프너는 맨 오른쪽에 있다.

1942년 초에 그는 게토에서 도살당하는 양처럼 가지 맙시다! "라는 제목의 선언문을 비판당할지 언정 발표하였다. 이 선언문은 히틀러가 유럽의 모든 유태인을 죽이기 로 결정했다고 홀로코스트의 표적이 확인한 첫 번째 사례였으며, 홀로코스트라는 맥락 속에서 '도살당하는 양처럼'이라는 문구를 처음 사용한 사례이기도 했다. 그는 남은 유대인들에게 끌려간 친척들이 포나리 대학살의 피해자가 되었음을 알리고, 저항하다 죽는 것이 최선이라고 주장했다. 그 당시에는 아무도 지역적 살해 이상이 발생했음을 확실히 알지 못하여 많은 사람들이 선언문을 회의적으로 받아들였다. 다른 사람들에게는 이 선언문이 상황에 대한 파악과 이에 대응하는 방법의 전환점을 의미했다. 저항의 개념은 주로 여성인 청소년 운동 특사들 덕분에 빌니우스에서 점령된 폴란드, 점령된 벨라루스 및 리투아니아의 게토로 전파되었다.
코브너, 이츠하크 비텐베르크, 알렉산더 보겐 등은 연합유격조직 ('Fareynikte Partizaner Organizatsye' 또는 FPO)을 결성했으며, 이는 나치 점령 하의 유태인 게토에서 조직된 최초의 무장 지하 조직 중 하나였다. 비텐버그가 고문당한 동료에게 이름이 발설되자 게토에 대한 박해를 방지하기 위해 자수하여 아바 코브너는 조직의 지도자가 되었으니 그 때가 1943년 7월이었다. FPO는 게토가 끝장날 때 독일군과 싸우기로 계획을 세웠지만 제반 상황과 게토 지도자들의 반대 때문에 계획을 이행할 수 없게 되어 조직은 숲으로 탈출하였다.
1943년 9월부터 1944년 7월 소련군이 귀환할 때까지 코브너는 그의 참모 비트카 캠프너 및 로즈카 크로차크 과 함께 빌나 근처의 숲에서 '복수자들' ("Nokmim")라는 유격군을 지휘하며 독일인과 친독파 현지인들에 대한 사보타주 및 게릴라 공격을 감행했다. 복수자들은 소련이 이끌던 저항군의 지휘 하에 활동하는 4개의 주된 유대인 집단 중 하나로 한 활동 기록에는 1944년 1월 코니우치에서 최소 38명의 민간인을 학살하는 데 "복수자들"과 "승리를 위하여"라는 저항군 조직원 30명이 참여했다고 기록되어 있다.
1944년 7월 소련군이 빌뉴스를 해방한 후, 그는 베리하 운동의 창시자 중 한 명으로서 전쟁 후 유대인들이 동유럽을 탈출하도록 도왔다.

### 나캄
전쟁이 끝날 무렵, 아바 코브너는 홀로코스트에 대한 복수를 추구했던 비밀 조직 나캄 (복수)의 창립자 중 하나였는데 이 조직은 Dam Yisrael Noter ("유대인들의 복수에서 비롯된 피", 약어 DIN은 "심판"을 의미함) 라는 이름으로도 잘 알려져 있다.
계획 2가지가 수립이 되었었는데 플랜 A는 함부르크, 프랑크푸르트, 뮌헨, 뉘른베르크의 상수도를 오염시켜 600만 독일인들을 대량학살하는 것이었고 플랜 B는 연합군 포로 수용소에 수감된 SS 포로들을 사살하는 것이었다. 플랜 A를 실행하기 위해 조직원들은 여러 도시의 상하수도 시설에 잠입했으며 아바는 적절한 독을 구하기 위해 팔레스타인으로 향했다. 그는 나캄에 대해 이슈브 지도자들과 논의했지만 조직에 대해 어느 수준까지 밝혔는지는 분명하지 않으며 많은 지원은 받지 못한 것이라 사료된다. 코브너 본인의 설명에 따르면 하임 바이츠만은 그가 플랜 B를 제안했을 때 승인했고 에프라임 카치르 (훗날의 이스라엘 대통령)와 그의 형제 아하론에게 독약을 준비하는 일을 맡긴 과학자 에른스트 버그만과 연락을 취하게끔 조치했다. 역사가들은 그가 명시한 시점에 바이츠만이 해외에 있었기 때문에 하임의 개입에 대해 의구심을 표한 바가 있다. 카치르 형제는 그에게 독극물을 주었다고 확인해주었지만 아바가 플랜 B만 언급했다고 회고했고 바이츠만이 관여했을 수 있다는 사실을 부인했다. 그는 공범자와 영국 배를 타고 유럽으로 돌아가는 중 체포 위기에 처하자 독극물을 배 밖으로 던졌고 결국 카이로에서 몇 달 동안 투옥되었으며 계획 A는 파기되었다.
1946년 4월, 나캄 조직원들은 많은 독일군 포로가 수용되어 있던 뉘른베르크 근처의 랑바서 수용소에 빵을 공급하던 빵집에 침입하여 대량의 빵 덩이들에 비소를 발랐지만 채 마저 바르기도 전에 방해를 받고 도주했다. 수감자 중 2,200명 이상이 앓아누웠고 207명이 입원했지만 사망자는 없었다.

### 이스라엘

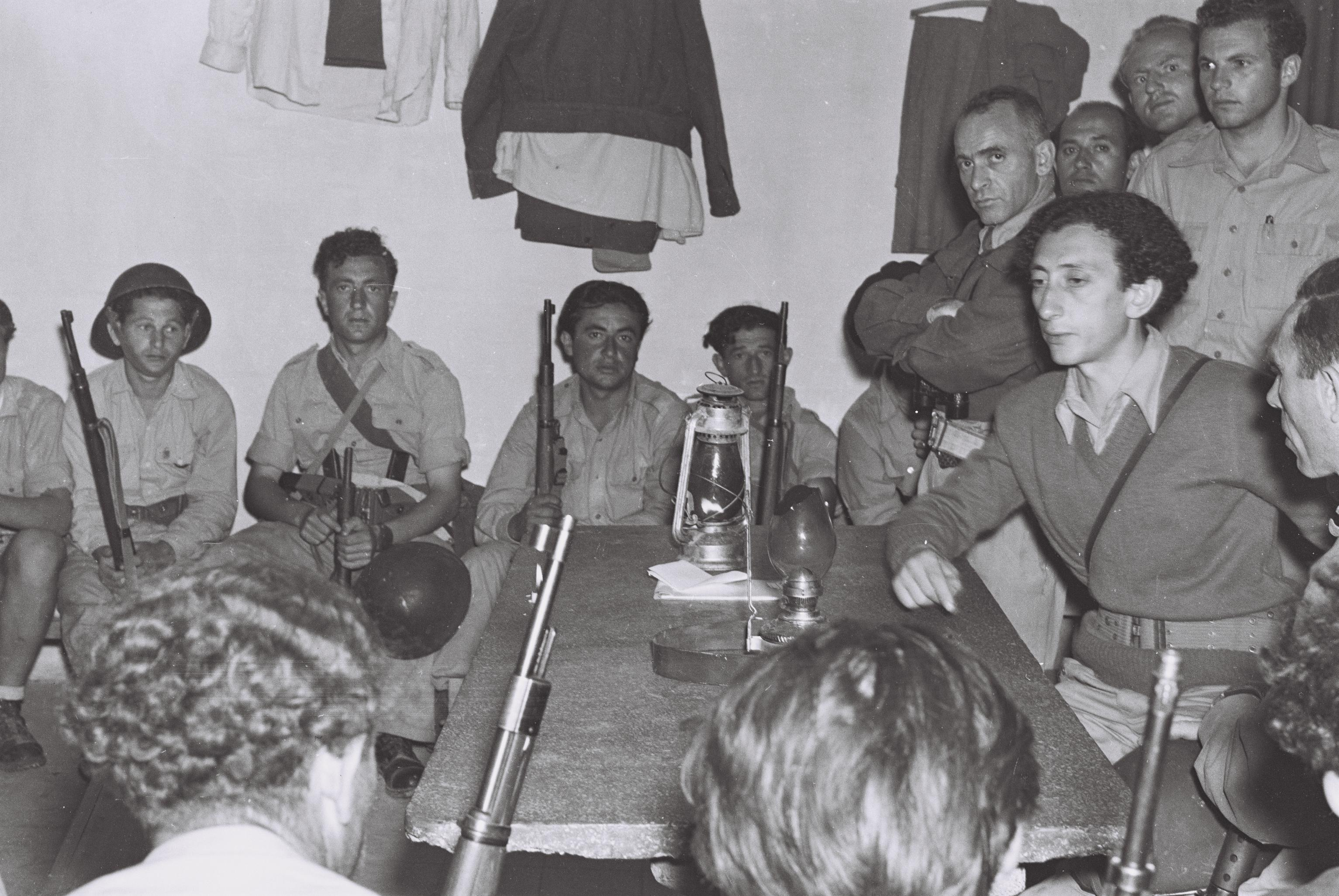
아바 코브너(오른쪽)가 1948년 아랍-이스라엘 전쟁 중 야드 모르데카이에서 IDF 군인들에게 브리핑을 하는 모습.

아바 코브너는 1947년 12월 하가나에 합류했으며, 1948년 5월 이스라엘이 독립을 선언한 직후 IDF 기바티 여단의 대위가 되었다. 1948년 아랍-이스라엘 전쟁 중 그는 이집트 전선 소식과 사기가 떨어지지 않게 하기 위해 작성한 수필이 포함된 "침략자에게 죽음을!"이라는 제목의 '전투 기록'으로 유명해졌다. 그러나 홀로코스트에 대한 복수를 요구하고 이집트의 적을 독사와 개라고 언급한 논조는 다수의 이스라엘 정치 및 군사 지도자들을 분노케 했다. 하쇼머 헷자이르의 지도자인 메이르 야아리의 경우 그가 "파시즘적인 공포 선전"을 퍼뜨렸다고 비난했다. '실패'라는 제목의 첫 번째 전투 기록에는 니차님 수비대가 압도적인 이집트 군대에 항복한 것에 대해 겁쟁이라고 비난하여 오늘날에도 여전히 계속되고 있는 논쟁을 시작하기도 했다.
1946년부터 사망할 때까지 아인 하호레쉬 키부츠의 거주했던 그는 마팜과 하쇼머 헷자이르에서 활동했지만 공식적인 정치적 역할을 맡지 않았다. 그는 텔아비브의 디아스포라 박물관을 포함하여 여러 홀로코스트 박물관의 설계와 건설에 중요한 역할을 수행했다. 그는 1987년(69세) 아마 평생간 애연으로 인한 후두암으로 자택에서 사망했는데, 1946년에 결혼한 아내 비트카 캠프너가 그보다 오래 살았으며 슬하에는 두 자녀가 있었다.

## 유산
1947년에 저술한 시집 עד-לא-אור ('아드 로 오르', 한국어ː 빛이 없을 때까지)은 동유럽의 늪과 숲에서의 저항군들의 투쟁을 서정적이고 극적인 문체로 묘사하였고, 1951년에 펴낸 Ha-Mafteach Tzalal, ('물에 잠긴 열쇠')도 같은 주제를 다뤘다. 1949년의 Pridah Me-ha-darom ('남쪽에서의 출정')과 1953년의 Panim el Panim ('얼굴을 마주보고')은 독립 전쟁으로 이야기를 이어나갔다.
그의 일생은 다니엘 칸과 페인티드 버드의 노래 'Six Million Germans / Nakam'의 기반이 되었다.
그는 아돌프 아이히만의 재판에서 전쟁 중 자신의 경험에 대해 증언한 바 있다.

## 수상 및 영예
- 1968년 코브너는 브레너 상을 수상했다.[33]
- 1970년 코브너는 이스라엘 문학상을 수상했다.[34]
- 1986년 코브너는 히브리 문학 작품에 대한 국무총리상을 수상했다.

## 추가 자료
- The Modern Hebrew Poem Itself (2003), ISBN 0-8143-2485-1
- My Little Sister and Selected Poems, 셜리 카우프만 역 (1986), ISBN 0-932440-20-7
- The Avengers (2000),리치 코헨, ISBN 0-375-40546-1

## 같이 보기
- 안나 보르코우스카
- 알렉산더 보겐
- 비엘시키 파르티잔
- 이스라엘 상 수상자 목록
- 나캄

## 참고 문헌
- Dina Porat, The Fall of a Sparrow: The Life and Times of Abba Kovner (Palo Alto, Stanford University Press, 2009). ISBN 978-0804762489ISBN 978-0804762489.